# Frank Dane
Frank Dane foi um ator britânico da era do cinema mudo.

## Filmografia selecionada
- A Daughter of England (1915)
- Justice (1917)
- Hindle Wakes (1918)
- The Romance of Lady Hamilton (1919)
- Lorna Doone (1920)
- The Black Tulip (1921)
- Blood Money (1921)